# Phacelurus digitatus
Phacelurus digitatus är en gräsart som först beskrevs av James Edward Smith, och fick sitt nu gällande namn av August Heinrich Rudolf Grisebach. Phacelurus digitatus ingår i släktet Phacelurus och familjen gräs. Inga underarter finns listade i Catalogue of Life.